# Pedro Oom
Pedro dos Santos Oom do Vale (Santarém, 24 de junho de 1926 – Lisboa, 26 de abril de 1974) foi um escritor e poeta surrealista português. Inicialmente ligado ao neo-realismo, ingressou, no final da década de 40, na corrente surrealista, participando das actividades do Grupo Surrealista de Lisboa e também do anti-grupo "Os Surrealistas". Foi o mentor da teoria do Abjeccionismo, redigindo em 1949 o Manifesto Abjeccionista, texto que se perdeu.
Aos 2 anos acompanhou a família na sua mudança para Setúbal e a partir dos 11 fixou-se na cidade de Lisboa. Frustrou o desejo que tinha seu pai de o ver ingressar no Colégio Militar ao entrar para a Escola de Artes Decorativas António Arroio, onde conheceu Júlio Pomar, Vespeira, Mário Cesariny, Cruzeiro Seixas e outros. Oom, inicialmente ligado ao neo-realismo, aderiu, no final da década de 40, ao surrealismo, movimento que o definiria enquanto poeta. 
Aos 24 anos, tornou-se funcionário público no INE, afastando-se de toda a actividade artística e literária ligada ao surrealismo. Dedicou-se, entretanto, com entusiasmo, ao xadrez, modalidade na qual se distinguiu. 
Morreu no dia 26 de abril de 1974, pelas duas e trinta da tarde, no Restaurante “13” quando, com alguns amigos, festejava os acontecimentos da véspera. 
Segundo José Jorge Letria, no seu livro E tudo era possível (Clube do Autor, 2013), Pedro Oom terá falecido no dia 30 de Abril de 1974, "fulminado por um ataque cardíaco", no aeroporto da Portela, no regresso do exílio em Paris de José Mário Branco, Luís Cília e Álvaro Cunhal: "Um poeta  surrealista acabara de morrer, na hora da celebração do regresso dos exilados à pátria reconciliada com a liberdade e com a promessa de um futuro democrático", escreveu José Jorge Letria.
A sua obra literária, poética e panfletária, de uma escrita fortemente influenciada pelo surrealismo, servindo-se de imagens insólitas e impregnada de uma ironia violenta e mordaz, ficou dispersa por jornais e revistas, entre as quais a revista Pirâmide  (1959-1960). Apenas em 1980 foi reunida e publicada postumamente nos dois volumes de Actuação Escrita.

## Ligações Externas
- Poema "Actuação Escrita" e nota biográfica